# Талюси
Талюси (пол. Talusy, нім. Talussen) — село в Польщі, у гміні Елк Елцького повіту Вармінсько-Мазурського воєводства.
Населення — 151 особа (2011).

## Демографія
Демографічна структура станом на 31 березня 2011 року:
|          | Загалом | Допрацездатний вік | Працездатний вік | Постпрацездатний вік |
| -------- | ------- | ------------------ | ---------------- | -------------------- |
| Чоловіки | 71      | 19                 | 45               | 7                    |
| Жінки    | 80      | 23                 | 44               | 13                   |
| Разом    | 151     | 42                 | 89               | 20                   |